# カール・エドゥアルト (ザクセン＝コーブルク＝ゴータ公)
カール・エドゥアルト（Carl Eduard, 1884年7月19日 - 1954年3月6日）は、第4代にして最後のザクセン＝コーブルク＝ゴータ公（在位：1900年 - 1918年）。ドイツ国の政治家、突撃隊員。階級は突撃隊大将（上級集団指導者）。
ナチ党所属のライヒスターク議員、カイザー・ヴィルヘルム協会評議員、独英協会（Deutsch-Englische Gesellschaft）会長、ドイツ赤十字社会長などを歴任した。
全名は英語でチャールズ・エドワード・ジョージ・アルバート・レオポルド（Charles Edward George Albert Leopold）、ドイツ語でカール・エドゥアルト・ゲオルク・アルベルト・レオポルト（Carl Eduard Georg Albert Leopold）。
第3代ザクセン＝コーブルク＝ゴータ公アルフレートの甥。イギリス女王ヴィクトリアと王配アルバートの孫であり、連合王国王子およびオールバニ公爵の称号も継承していたが、後にそれらの身分と称号は剥奪された。

## 生涯

### 誕生から公位継承まで
チャールズ・エドワード（カール・エドゥアルト）は、イングランド・サリーのクレアモントで生まれた。父はヴィクトリア女王とアルバート公の四男オールバニ公レオポルド、母はヴァルデック侯ゲオルク・ヴィクトルの娘ヘレーネである。前年の1883年に姉アリス・メアリーが生まれている。レオポルドは長男が生まれる前の1884年3月28日にカンヌで急死しており、チャールズ・エドワードは誕生と同時にオールバニ公位を継承した。
16歳になって間もない1900年7月30日、伯父のザクセン＝コーブルク＝ゴータ公アルフレート（エディンバラ公アルフレッド）が死去した。アルフレートの一人息子アルフレッドは前年に自殺しており、コノート公アーサー（アルフレートの弟、レオポルドの兄）とその息子アーサー（チャールズの従兄で学友だった）が辞退したため、チャールズ・エドワードが祖母ヴィクトリア女王の命令で公位を継承した（実は、イートン校で先輩であったアーサーが、チャールズ・エドワードが公位を辞退すれば学校でいじめるぞと脅していたため、しぶしぶ継承した）。
即位後5年間、公国はアルフレートの娘アレクサンドラ公女の夫であるホーエンローエ＝ランゲンブルク侯世子エルンストの摂政の下に治められた。

### 最後のザクセン＝コーブルク＝ゴータ公
チャールズ・エドワードがザクセン＝コーブルク＝ゴータ公カール・エドゥアルトとして親政を開始したのは、21歳の誕生日を迎えた1905年7月19日からである。同年10月11日にはグリュックスブルク公フリードリヒ・フェルディナント（デンマーク王クリスチャン9世の甥）の娘ヴィクトリア・アーデルハイト公女と結婚した。夫妻の間には5人の子供が生まれたが、長女シビラは1932年にスウェーデン王家に嫁ぎ、現国王カール16世グスタフの母后となった。
第一次世界大戦中、ドイツ皇帝ヴィルヘルム2世の従弟でもあったカール・エドゥアルトはドイツ人としてドイツ帝国を支持し、ドイツ陸軍の将軍として任務に就いていた。大きな指揮権を持つことはなかったが、イギリス王族がイギリスに敵対する立場に立ったということは看過できないことであった。そのためもう一人の従兄であるイギリス王ジョージ5世は、1915年にガーター勲章を、続く1917年には称号剥奪法に基づいてオールバニ公爵位を剥奪した。なお、1917年にはイギリス王家の家名もドイツ風のサクス＝コバーグ＝ゴータ（ザクセン＝コーブルク＝ゴータ）家からウィンザー家へと改めている。さらに終戦後の1919年にはカール・エドゥアルトとその子孫からイギリス王族としての身分（Prince of the United Kingdomの称号とHRHの敬称）も剥奪された。一方、ドイツ革命によって1918年11月18日にはザクセン＝コーブルク＝ゴータ公も廃位された。公国はヴァイマル共和政のもとでコーブルク自由州とザクセン＝ゴータ自由州に分離した後、バイエルン州とテューリンゲン州に編入されて消滅した。

### 廃位後
一般市民となって後のカール・エドゥアルトは、ドイツ革命によるドイツの君主制廃止、ロシア皇帝ニコライ2世と皇后アレクサンドラ（カール・エドゥアルトの従姉であった）夫妻一家がボリシェヴィキにより銃殺されたことなどが影響し、左翼やボリシェヴィキに恐怖と憎悪をいだき、さまざまな右翼系の武装組織や政治運動に関わった後、ナチ党に入党して突撃隊（SA）の一員となった。また、1933年から1945年までドイツ赤十字社総裁、1937年から1945年までは国会議員を務めている。

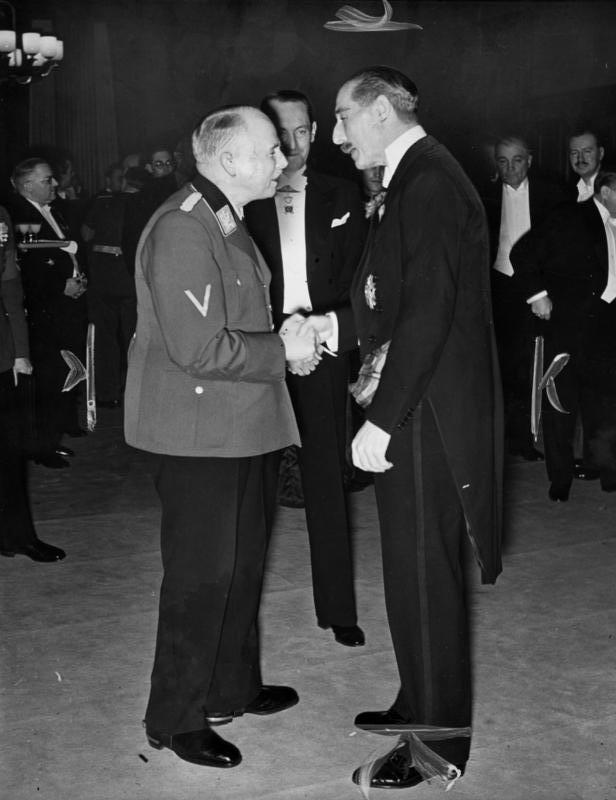
駐独イギリス大使と歓談するカール・エドゥアルト（左）

1936年、従兄ジョージ5世の葬儀に、カール・エドゥアルトはSAの制服で参列した。これは、イギリス王族としてイギリスの軍服を着用することが許されていなかったためでもある。この時、カール・エドゥアルトには新王エドワード8世と会談して独英関係の改善と条約締結の可能性を探る任務が与えられていたが、結局そうした会談は行なわれなかった。
1940年4月に皇紀二千六百年のドイツ側慶奉使節として来日している。当初は2月に訪日する予定であったが、対英米関係の悪化を恐れる時の米内内閣の要請により、訪日日程が遅れた経緯がある。東京では昭和天皇に謁見し、天長節にあたってヒトラー総統からの祝賀メッセージを伝えている。
第二次世界大戦終結後、アメリカ軍はカール・エドゥアルトをナチ党の同調者として逮捕した。関節リウマチに苦しむ弟カール・エドゥアルトの逮捕投獄を知り、姉アリスは夫アスローン伯と2人でドイツへ赴き、アメリカ軍に弟の釈放を懇願したが、認められなかった。1946年、カール・エドゥアルトは非ナチ化裁判で重い罰金刑を受けた。テューリンゲンやコーブルクに所有していた財産の多くはソ連軍に没収され、イギリス王族の一員としてイギリス国民に人気のあった姉アリスとは対照的に、晩年は貧窮の中で隠遁生活を送った。
イギリスのチャンネル4が2007年12月6日に放送したテレビ番組“Hitler's Favourite Royal ”において、カール・エドゥアルトは実はドイツ赤十字社総裁として、ナチス政権が10万人におよぶ身体精神障害者、障害児を「恩寵の死」（Gnadentod）の名の下に殺害したことや、「水晶の夜」事件、またユダヤ人大虐殺、ユダヤ人問題の最終的解決などのことをすべて知っていたはずである、といった内容の報道がなされた。

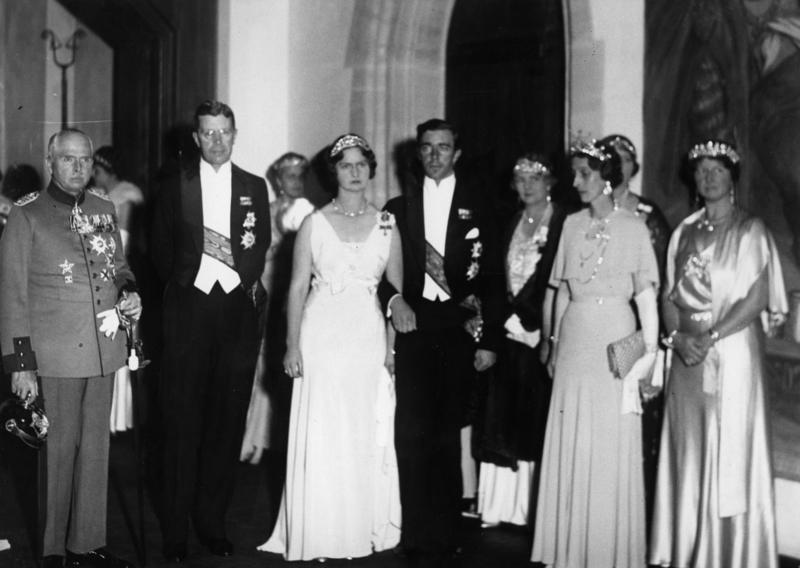
長女ジビラとグスタフ・アドルフの婚礼に出席したカール・エドゥアルド（左端）。カール・エドゥアルドの右にはスウェーデン王太子グスタフ・アドルフ（後のグスタフ6世）がいる。

## 子女
- ヨハン・レオポルト・ヴィルヘルム・アルベルト・フェルディナント・ヴィクトル（1906年 - 1972年） - ザクセン＝コーブルク＝ゴータ公世子。のちに貴賎結婚により公位継承権放棄。
- ジビラ・カルマ・マリー・アリス・バティルディス・フェオドラ（1908年 - 1972年） - ヴェステルボッテン公グスタフ・アドルフ妃。現スウェーデン国王カール16世グスタフの母。
- ディートマル・フーベルトゥス・フリードリヒ・ヴィルヘルム・フィリップ（1909年 - 1943年） - 東部戦線で戦死。
- カロリーネ・マティルデ・ヘレーネ・ルドヴィガ・アウグステ・ベアトリーセ（1912年 - 1983年）
- フリードリヒ・ヨシアス・カール・エドゥアルト・エルンスト・キリル・ハーラルト（1918年 - 1998年） - 公位継承権者。

ちなみにカール・エドゥアルトの子孫は現在251番から312番目のイギリス王位継承権を有する。

## 栄典

### 外国勲章
- 1940年5月2日 - 勲一等旭日大綬章[1]